# Арапайма
Арапайма або арапаїма (Arapaima) — рід південноамериканських прісноводних риб родини арапаймових (Arapaimidae).

## Таксономія
До складу роду Арапайма входять такі види:
- Arapaima agassizii  (Valenciennes, 1847)
- Arapaima arapaima  (Valenciennes, 1847)
- Arapaima gigas  (Schinz, 1822)
- Arapaima leptosoma  Stewart, 2013
- Arapaima mapae  (Valenciennes, 1847)

Тривалий час рід вважався монотипним, його єдиним представником була арапайма гігантська (Arapaima gigas). Проте Доналд Стюарт (англ. Donald J. Stewart), зробивши огляд наявної літератури з таксономії роду та розглянувши зразки арапайм, що зберігаються в музеях різних країн світу, прийшов до висновку, що всі чотири номінальні види роду (A. arapaima, A. agassizi, A. mapae, A. gigas) насправді є дійними, а синонімія трьох описаних Валенсьєном 1847 року видів з A. gigas, зроблена 1868 року Гюнтером, була необґрунтованою. Він також описав ще один новий вид — Arapaima leptosoma.
Незважаючи на те, що протягом двох останніх століть арапайма була однією з найважливіших прісноводних промислових риб Південної Америки й зустрічається у великій кількості в заплавах Амазонки, ці риби залишаються погано вивченими. Був засвідчений дефіцит музейних зразків арапайми, частина яких до того ж походить з акваріумів, а не з дикої природи. A. gigas та A. mapae відомі лише за їхніми голотипами, а голотипи A. agassizii та A. arapaima були втрачені. Бракує інформації про райони поширення окремих видів.

## Опис
Арапайма — одна з найбільших прісноводних риб на планеті. Вона може сягати 3 м завдовжки й ваги 200 кг, але зазвичай зустрічаються риби довжиною 2–2,5 м й вагою до 100 кг; в минулому ймовірно існували більші екземпляри.

## Поширення та екологія
Арапайми зустрічаються в Бразилії, Перу та Гаяні, населяють більшість низинних водних екосистем у басейнах Амазонки та Ессекібо, водяться також у басейнах прибережних річок на північ та південь від дельти Амазонки. Вище перших порогів або водоспадів зазвичай не зустрічаються. Живуть у стоячих або з повільною течією водоймах, часто серед затопленого лісу. Все своє життя арапайми тримаються певної обмеженої території, здійснюючи лише короткі сезонні міграції в її межах. Нерідко вони живуть у бідних на кисень водоймах, в умовах, непридатних для більшості інших риб. Таку можливість вони мають завдяки своєму модифікованому плавальному міхуру, що дозволяє їм дихати повітрям. Арапайми спливають кожні 5–15 хвилин за черговим ковтком повітря. Вони можуть жити поза водою до 24 годин.
Арапаїми є великими хижаками, харчуються переважно рибою, але можуть споживати також фрукти, насіння, комах, птахів і ссавців, яких знаходять на поверхні води. Здобич зазвичай засмоктують до рота, язик та гострі зуби на піднебінні дозволяють її там надійно утримувати. Іноді здійснюють короткі швидкі кидки, щоб схопити здобич на поверхні води.
Визрівають, маючи загальну довжину близько 1,68 м. Нерестовий сезон припадає на грудень-травень. Нерест парний. Риби викопують у ґрунті досить велике гніздо й відкладають до нього ікру. Мальки виводяться за 3-5 днів після нересту. Самець захищає мальків і доглядає за ними, тримаючись разом із виводком близько 3-4 місяців. Арапайми швидко ростуть і відносно довго живуть. Вже за перший рік життя молодь виростає до 70-100 см завдовжки й має вагу близько 10 кг.

## Промислове значення
Арапайма — важливий об'єкт місцевого рибальства. У 1930-х роках виловлювали від 1400 до 1600 тонн цієї риби на рік, згодом це число зменшувалось, а в 1985 році було зафіксовано трохи більше 300 тонн. Переважна більшість цих риб, що продається в Бразилії, виловлена сільськими рибалками в природних водоймах. Значна частка тіла арапайми складається зі смачного м'яса без кісток, яке можна заморозити або засолити й висушити для майбутнього споживання чи продажу. В басейні Амазонки стали також з'являтися підприємства, що займаються розведенням арапайми в аквакультурі. Невелика кількість культивованих арапайм також експортується для торгівлі акваріумними рибами. Цей вид високо цінується акваріумістами в усьому світі, але через його швидке зростання та великі розміри є небагато людей, які мають можливість їх утримувати.